# Sveučilište u Dublinu
Sveučilište u Dublinu (irs. Ollscoil Átha Cliath, eng. University of Dublin, lat. Universitas Dubliniensis), irska je akademska ustanova iz Dublina. Sveučilište nosi korporativnu oznaku Chancellor, Doctors and Masters of the University of Dublin.

## Povijest
Osnovala ga je engleska kraljica Elizabeta I. 1592. godine. Akt kojim je osnovan je povelja koju je kraljica izdala koledžu Trinity u Dublinu kao "mati sveučilišta", čime je to najstarije irsko sveučilište koje i danas djeluje. Ustrojen je prema uzoru na sveučilišta u Oxfordu i Cambridgeu, no za razliku od njih ovdje je uspostavljen samo jedan koledž; kao takav, imena Koledža Trinity ("Trinity College") i Sveučilišta u Dublinu ("University of Dublin") obično su istoznačnice zbog praktičnih razloga. 
Ovo je sveučilište jedno od sedam davnih sveučilišta Britanije i Irske. Član je Udruženja irskih sveučilišta (Irish Universities Association), Sveučilišta Irska (Universities Ireland) i Skupine iz Coimbre. Europsko udruženje sveučilišta, AMBA i CLUSTER-a.
Danas je rektorica Mary Robinson. Godine 2011., na njemu je od osoblja radilo 1404 akademska zaposlenika, 1456 činovnika te studiralo 16.747 studenta od kojih 11.844 dodiplomskih i 4903 poslijediplomska studenta.